# Wielki Dziad
Wielki Dziad – skała na wzniesieniu Kołaczyk w miejscowości Kroczyce w województwie śląskim, w powiecie zawierciańskim, w gminie Kroczyce. Wzniesienie Kołaczyk należy do tzw. Skał Kroczyckich i znajduje się w obrębie rezerwatu przyrody Góra Zborów na Wyżynie Częstochowskiej.
Wielki Dziad to wapienna skała o wysokości do 16 m, znajdująca się w lesie na wschodnim stoku Kołaczyka, w pobliżu skał Mały Dziad, Skała ze Spadającymi Gwiazdami i Kazerna. Jego charakterystyczną cechą jest ogromny okap o wysięgu do 10 m. Na Wielkim Dziadzie jest 8 dróg wspinaczkowych o trudności od V do VI.3+ w skali Kurtyki (większość to drogi trudne). Na sześciu z nich zamontowano stałą asekurację: ringi (r) i stanowiska zjazdowe (st), tylko na rysach wspinaczka tradycyjna (trad). Skała Wielki Dziad cieszy się średnią popularnością wśród wspinaczy skalnych.
U podnóży wschodniej i zachodniej ściany Wielkiego Dziada znajdują się otwory Jaskini Berkowej przebijającej skałę na wylot.

## Drogi wspinaczkowe
Wielki Dziad I
1. Dupa kwiczoła; VI.3, 4r +st
2. Cyce Maryny; VI, 4r + st

Wielki Dziad II
1. Rysa na Wielkim Dziadzie; V+, trad
2. Wyrafinowana impertynencja; VI.4, 6r + st
3. Nicość; VI.3/3+, 6r + st

Wielki Dziad III
1. Jesienne pejzaże; VI.4+, 6r + st
2. Mniej bąbków, więcej gołąbków; VI.2+ +st
3. Rysa; V+, trad[4].

## Galeria

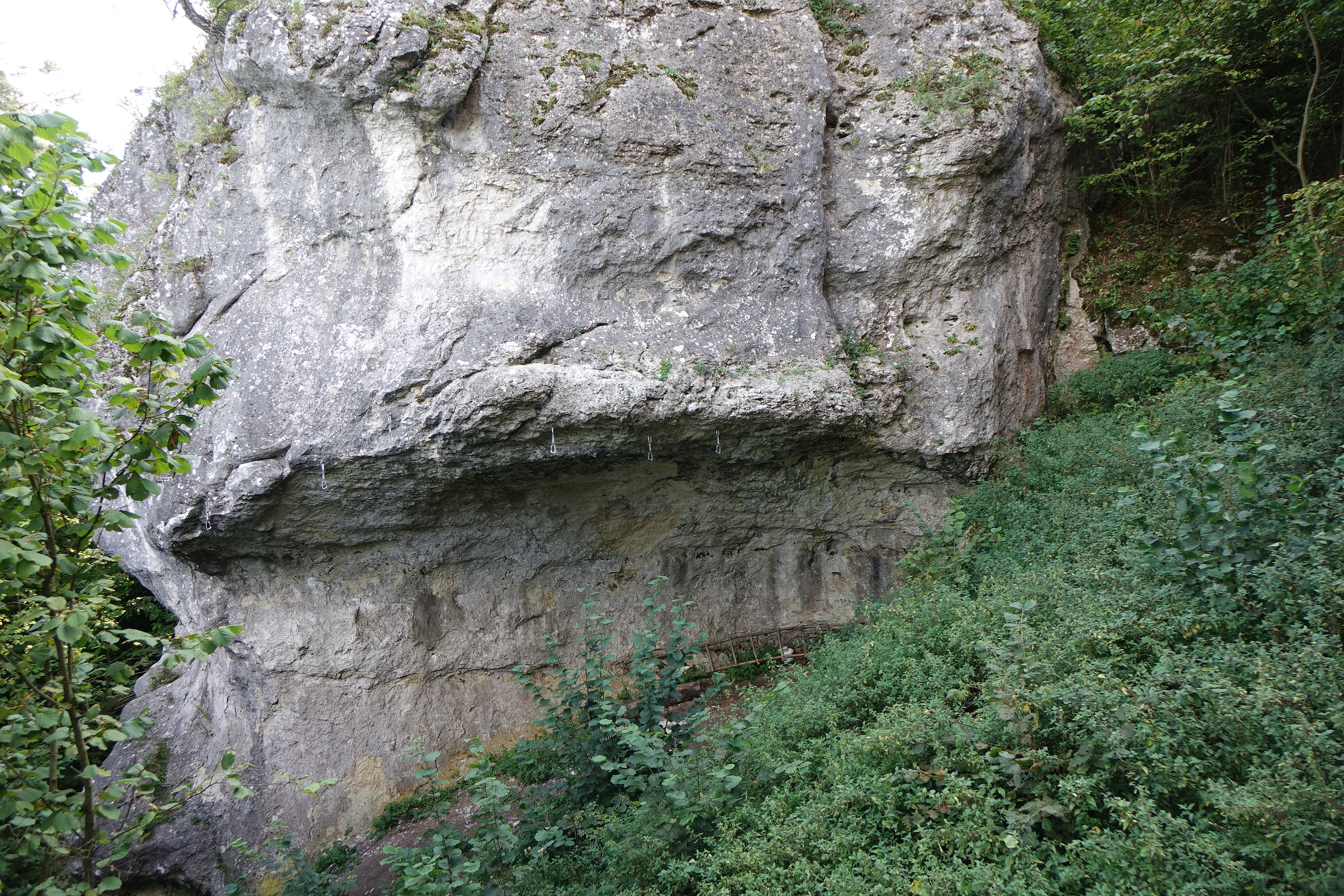
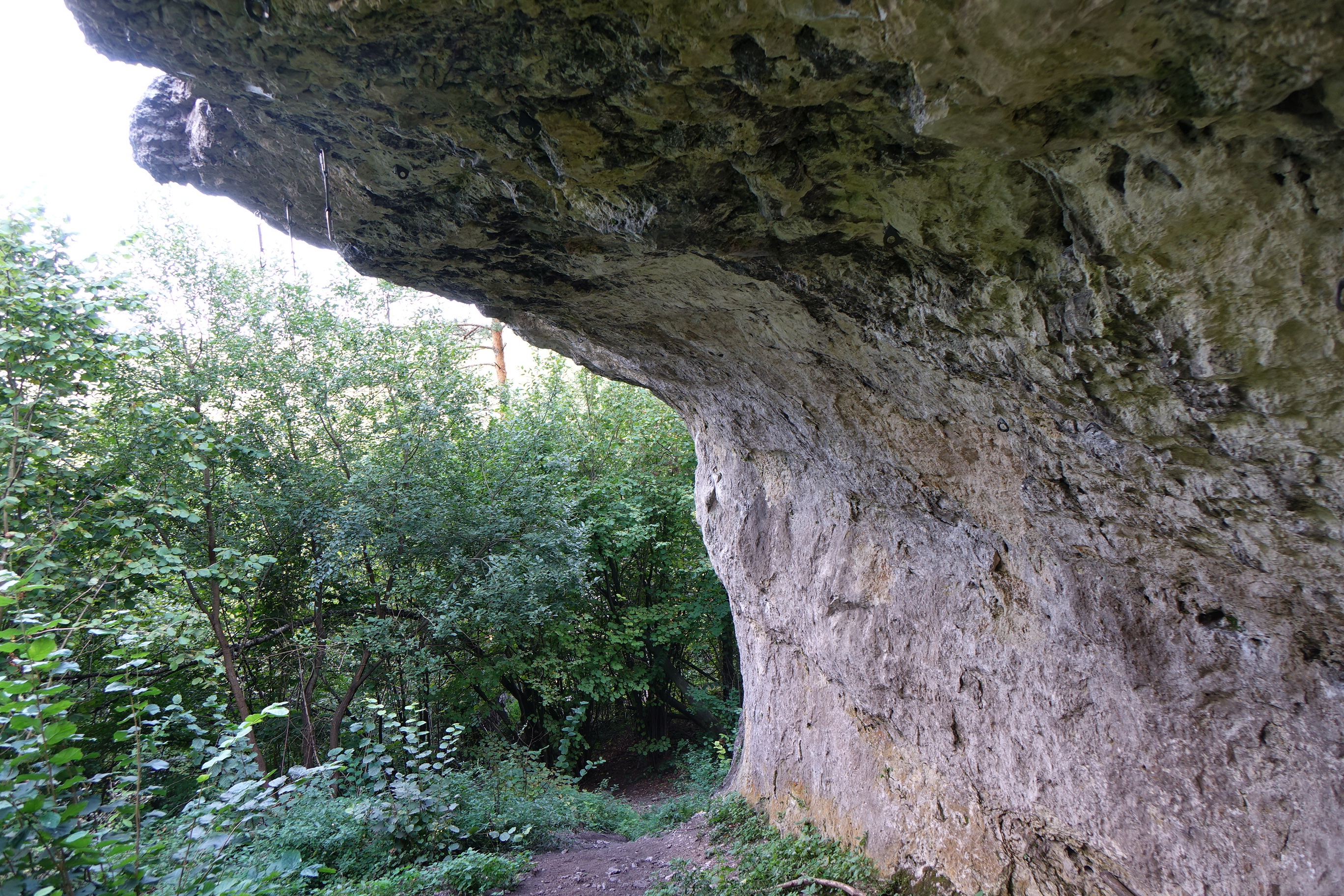
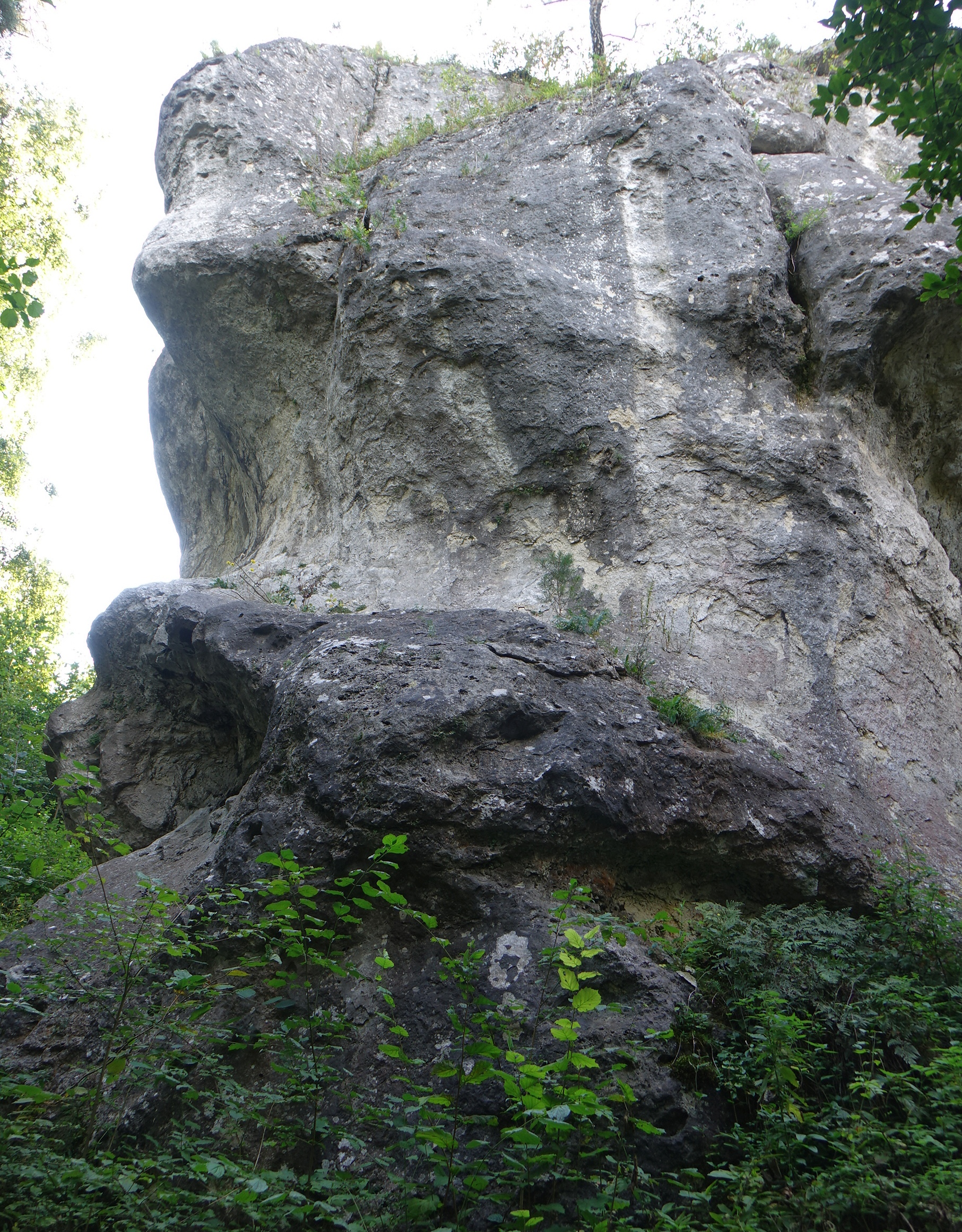
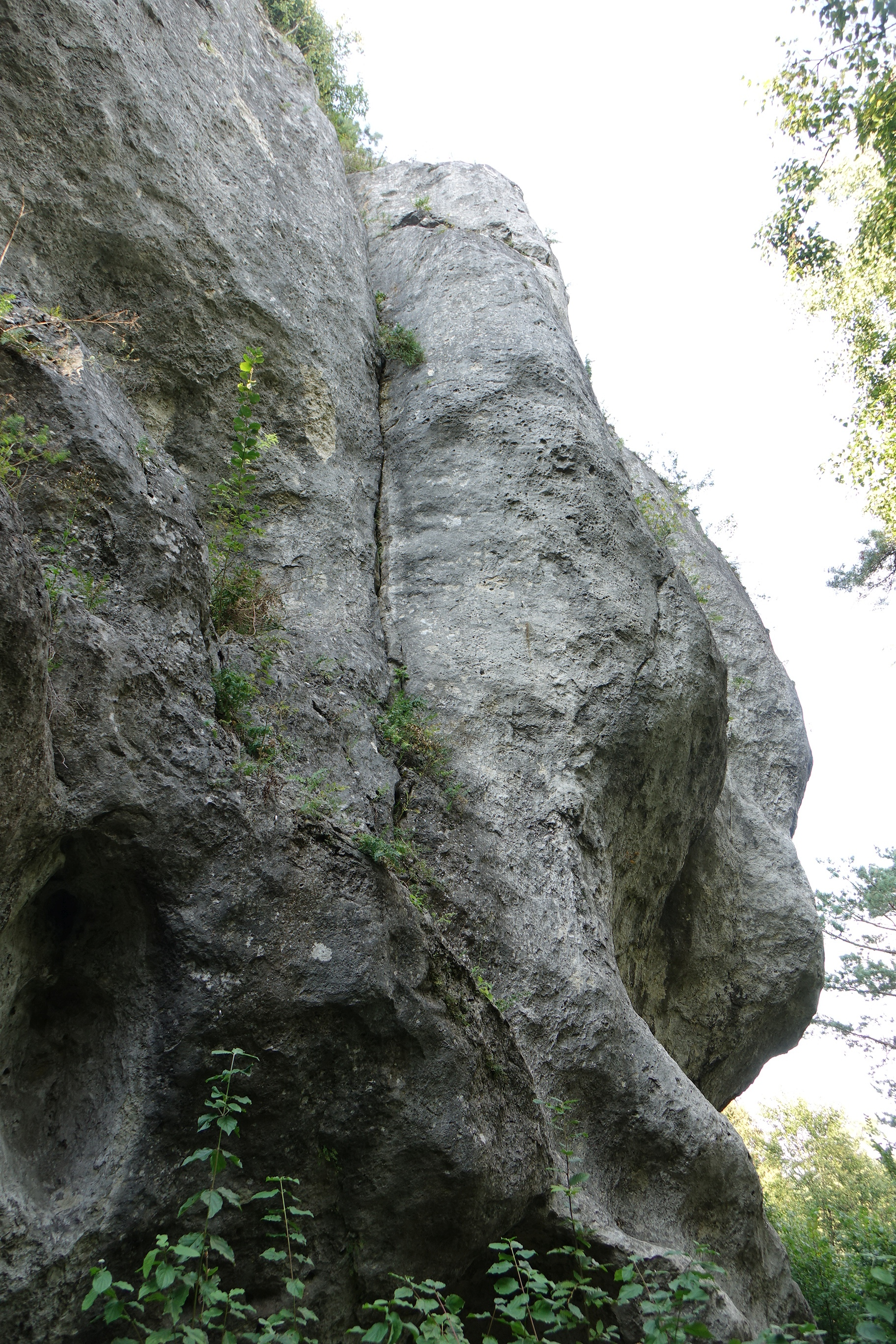
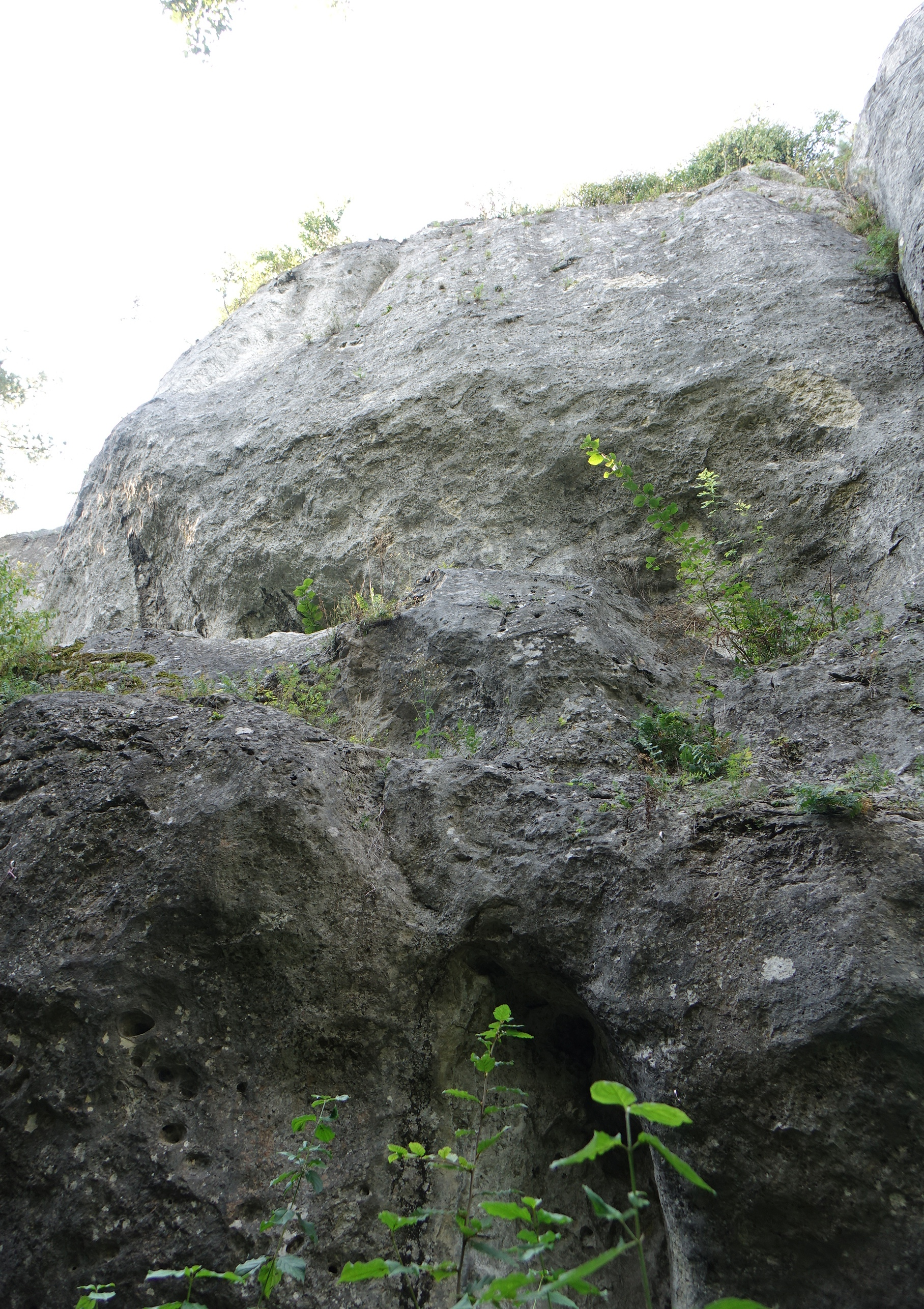
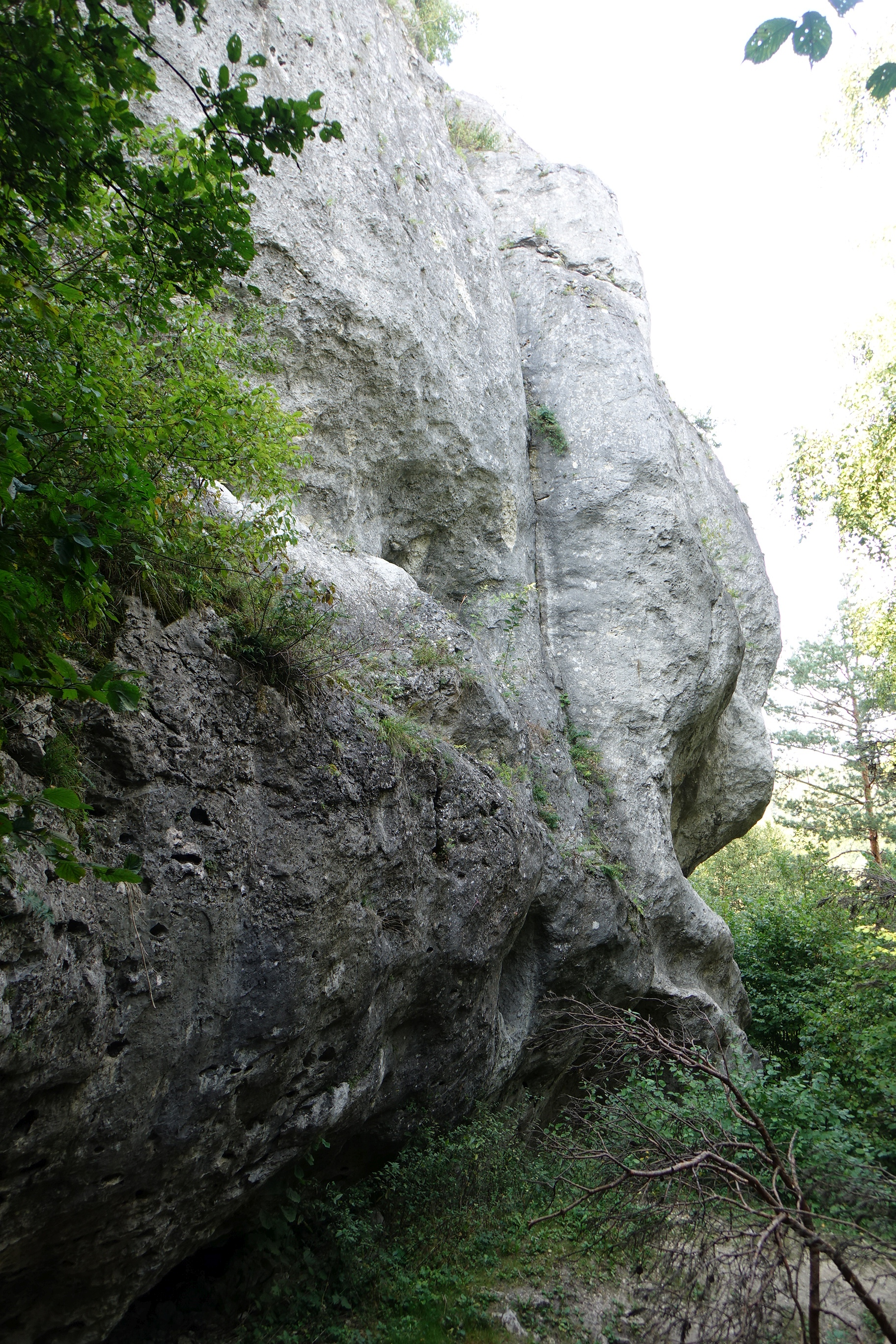